# Окара (Сеара)
Окара (порт. Ocara)  —  муниципалитет в Бразилии, входит в штат Сеара. Составная часть мезорегиона Север штата Сеара. Входит в экономико-статистический  микрорегион Шорозинью. Население составляет 22 882 человека на 2006 год. Занимает площадь 765,366 км². Плотность населения — 29,9 чел./км².

## История
Город основан в 1987 году.

## Статистика
- Валовой внутренний продукт на 2003 составляет 36.411.625,00 реалов (данные: Бразильский институт географии и статистики).
- Валовой внутренний продукт на душу населения на 2003 составляет 1.633,76 реалов (данные: Бразильский институт географии и статистики).
- Индекс развития человеческого потенциала на 2000 составляет 0,594 (данные: Программа развития ООН).